# Schweinevogel
Schweinevogel ist eine Comicfigur und Schöpfung des Autors Schwarwel. 1987 wurde sie erstmals gezeichnet. Inzwischen gibt es mehrere Bände über die Abenteuer dieser Comicfigur.

## Charakter
Schweinevogel ist neugierig, altklug, emotionsgeladen, impulsiv und manchmal weise. Er ist hyperaktiv, ideenreich, draufgängerisch, clever und kann drei Minuten in die Zukunft planen. Für sein Hausferkel Sid geht Schweinevogel durch die Hölle. Schweinevogel bewohnt mit Iron Doof einen alten Wohnwagen auf einem Hügel am Rande der Stadt.

## Werke (Auswahl)
- Schweinevogel 1 "Wie alles begann: Die Wunder des Schweiniversums", ISBN 3981289803
- Schweinevogel Nummer 1 Volume 2: Der Fluch des Aton, ISBN 3932552369
- Mehr Liebe! Mehr Tod! Mehr Teufel!: Schweinevogel Nr. 1 Volume 3, ISBN 3932552814
- Die Schweinevogel Show. Nr 5. Die Zukunft , 1997, ISBN 3932552040
- Die Schweinevogel Show. Nr 7. Das Zeitentier , 1997, ISBN 3932552067
- Schweinevogel Total-O-Rama:  Comics aus den ersten 20 Jahren von Schweinevogel, Holzhof-Verlag 2010, ISBN 978-3-939509-86-8

## Adaption

Logo des Films

Unter der Regie von Schwarwel und nach dessen Drehbuch entstand 2009 in Sachsen bei Glücklicher Montag Productions ein 23-minütiger Film mit und über die Welt von Schweinevogel und seinen Freunden mit dem Titel Schweinevogel – Es lebe der Fortschritt! Es ist das erste größere Projekt des Animationsstudios und wurde mit den Produzenten Katrin Jankowicz, Sandra Strauß und Schwarwel in klassischer 2D-Animationstricktechnik realisiert. Der 23-minütige Film orientiert sich dabei an den technischen und grafischen Standards internationaler Animations-Produktionen. Am Musikscore und als Sprecher wirkten u. a. bekannte Künstler mit.
Inhalt
Schweinevogel, sein „mütterlich-verzagter“ Freund Iron Doof und ihr Hausferkel Sid leben in einem Bauwagen. Während Iron Doof den Laden schmeißt, werkelt Schweinevogel an seinen Erfindungen, wie einer Raum-Zeit-Maschine. Durch ein Wurmloch verschlägt es die drei auf eine Welt, deren Bewohner Fortschritt und Forscherdrang keine Beachtung schenken. Eine vernunftbegabte Schlammpfütze nutzt die Gelegenheit und will die drei Freunde verschlingen. Nach der Flucht zurück in ihre Heimatwelt stellen Schweinevogel und seine Freunde fest, dass die Pfütze Swampie heißt, immer Hunger hat und Bier mag. Schließlich bringen sie sie auf die Erde.
Synchronsprecher
- Tim Sander spricht Schweinevogel
- Santiago Ziesmer spricht Iron Doof
- Daniel Schwarz spricht Swampie
- Detlev Buck spricht Herr Mauli
- Sebastian Krumbiegel spricht Professor Eisenstein
- Stephan Michme spricht Wurm Hitlericki
- Freddy Lippold spricht Frau Mauli
- Paul Krumbiegel singt Schmetterding